# Hokkerup
Hokkerup er en landsby i Sønderjylland, beliggende i Holbøl Sogn, Aabenraa Kommune, nordøst for Kruså. Landsbyen hører til Region Syddanmark.
Den 9. april 1940 blev en vejspærring på hovedvej 8 angrebet af tyske styrker. De 34 danske soldater ødelagde tre panservogne, en pansret mandskabsvogn og en panserværnskanon, og så var det slut.
Efter Lundtoftbjerg tog man igen kampen mod tyskerne i et vejkryds syd for Aabenraa.
Der var i alt 11 faldne og 20 sårede ved kampene i Sønderjylland.
Ofrene var dog spildte, Danmark havde overgivet sig, før de døde.